# Solofra
Solofra é uma comuna italiana da região da Campania, província de Avellino, com cerca de 11.814 habitantes. Estende-se por uma área de 21 km², tendo uma densidade populacional de 563 hab/km². Faz fronteira com Aiello del Sabato, Calvanico (SA), Contrada, Montoro Superiore, Serino.

## Demografia
| Variação demográfica do município entre 1861 e 2011                               |
|                                                                                   |
| Fonte: Istituto Nazionale di Statistica (ISTAT) - Elaboração gráfica da Wikipedia |